# TransferJet
TransferJet，一種近距離無線傳輸技術標準，由索尼公司研發，於2008年發表。TransferJet技術，類似於近場通訊技術，能讓兩個貼近的電子裝置，以點對點方式，高速交換資料。它的傳輸率可以達到375Mbps，主要運作於560MHz頻帶中，採用4.48GHz頻道。它與其他近場通訊技術的主要不同，在於它採取電感磁場原理，而不是無線電頻率的技術來實做，這讓它不會受到其他無線技術的干擾或退化現象。

## 外部連結
- TransferJet論壇官方網站（页面存档备份，存于）